# بخش حومه
بخش مرکزی شهرستان آذرشهر یکی از بخش‌های تابعه شهرستان آذرشهر در استان آذربایجان شرقی در شمال غربی ایران است.

## تقسیمات کشوری
- بخش مرکزی شهرستان آذرشهر
  - دهستان شیرامین
  - دهستان قبله‌داغی
  - دهستان قاضی‌جهان
  - دهستان ینگجه

شهرها: آذرشهر

## جمعیت
بنابر سرشماری مرکز آمار ایران، جمعیت بخش حومه شهرستان آذر شهر در سال ۱۳۸۵ برابر با ۶۵۱۳۱ نفر بوده‌است.